# Oulchy-le-Château
Oulchy-le-Château település Franciaországban, Aisne megyében. Lakosainak száma 811 fő (2022. január 1.). Oulchy-le-Château Armentières-sur-Ourcq, Beugneux, Breny, Bruyères-sur-Fère, Nanteuil-Notre-Dame, Oulchy-la-Ville, Le Plessier-Huleu és Grand-Rozoy községekkel határos.

## Népesség
A település népességének változása:
| Lakosok száma | 694  | 788  | 856  | 859  | 830  | 832  | 823  | 816  | 816  | 811  |
|               | 1968 | 1982 | 1990 | 2006 | 2013 | 2015 | 2017 | 2019 | 2020 | 2022 |